# Pombo-verde-africano
Pombo-verde-africano (nome científico: Treron calvus) é uma espécie de ave pertencente à família dos columbídeos, encontrado na África.
Seu nome popular em língua inglesa é African green pigeon.